# Węglan cezu
Węglan cezu, Cs2CO3 – nieorganiczny związek chemiczny z grupy węglanów, sól cezowa kwasu węglowego.

## Otrzymywanie
Można go otrzymać przez dodanie CO2 do roztworu CsOH.

## Właściwości
Jest to biały, bezwonny proszek. Jest silną zasadą stosowaną w syntezie organicznej. Rozpuszcza się w wodzie, alkoholu oraz eterze.

## Zastosowanie
Służy jako katalizator w reakcji polimeryzacji tlenku etylenu, C2H4O. Przydaje się do otrzymywania innych związków cezu, np. molibdenianu cezu. Można też go wykorzystać do syntezy pochodnych fosfazenu.